# غاف إفريقي
غاف إفريقي (الاسم العلمي: Prosopis africana)، هو نوع من النباتات المزهرة في جنس Fabaceae. عُثر عليها في أفريقيا. تشمل أسماؤها الشائعة المسكيت الأفريقي، أو شجرة الحديد، أو جيلي (مالينكي) (خشب دجمبي التقليدي) أو شجرة السومب.
في أسطورة الخلق السيريرية، إنها إحدى الأشجار المقدسة التي نمت ليس فقط أولاً، ولكن أيضًا داخل مستنقع بدائي على الأرض.
تُستخدم بذور الغاف الأفريقي في نيجيريا لإعداد، داداوا، كباي، أو أوكبي، وهي منتجات مخمرة تستخدم توابل غذائية. العديد من أنواع البكتيريا خاصة العصوية الرقيقة، العصوية الحزازية، العصوية العملاقة، المكورات العنقودية البشروية، والمكورات الدقيقة. عُر عليها في هذه المنتجات وهي أكثر الكائنات نشاطًا في إنتاج أوكبي. كشف تسلسل جينات الرنا الريباسي 16S من السلالات المختارة الممثلة للمجموعات الرئيسية أن سلالات العصيات المرتبطة بتخمير okpehe هي B. subtilis و B. amyloliquefaciens و B. cereus و B. licheniformis (بترتيب تنازلي من الحدوث). تم توضيح وجود الجينات المعوية في جميع سلالات B. cereus بواسطة تفاعل البوليميراز المتسلسل المتعدد. الحصول على نسبة عالية من الكشف (20٪) عن سلالات بكتيريا B. cereus التي يحتمل أن تكون مسببة للأمراض والتي تحتوي على جينات السموم المعوية إلى أن هذه الأطعمة المخمرة قد تشكل مخاطر صحية محتملة.
يُنتج من البذور أيضًا علكة.
ينتج النبات قلويدات بروسوبين وبروسوبينين.